# 大頷副棘鮃
大頷副棘鮃為輻鰭魚綱鰈形目鰈亞目牙鮃科的其中一種，為熱帶海水魚，分布於東南太平洋加拉巴哥群島海域，棲息深度可達95公尺，體長可達13.2公分，棲息在底層水域，生活習性不明。

## 扩展阅读
維基物種上的相關：大頷副棘鮃